# Dieter Ulrich
Dieter Ulrich (* 12. Oktober 1958 in Zürich) ist ein Schweizer Jazz- und Improvisationsmusiker (Schlagzeug, auch Flügelhorn) und Kunsthistoriker.

## Leben und Wirken
Ulrich erhielt von 1965 bis 1980 Klavierunterricht durch Irma Schaichet; daneben lernte er ab 1972 autodidaktisch das Schlagzeugspiel. Er spielte zunächst in verschiedenen Bands mit Harald Haerter, schliesslich bei Douce Ambiance und wurde professioneller Musiker bei den Gruppen “PULS” und dem “Omri Ziegele Quartett”. Von 1983 bis zu dessen Tod 1995 arbeitete er mit Urs Blöchlinger; auch bildete er mit Christoph Gallio die Formation Day & Night (u. a. mit Lindsay L. Cooper). 1988 spielte er mit seinem eigenen Quintett auf dem Zürcher Jazzfestival. Auch war er an Projekten von Daniel Mouthon beteiligt, gehörte zum Trio AfroGarage mit Christoph Baumann sowie Jacques Siron und trat auf internationalen Festivals auf. Mit Russ Johnson und Christian Weber legte Ulrich das bereits 2009 entstandene Album To Walk on Eggshells (2025) vor.
Parallel dazu studierte Ulrich Kunstwissenschaft, Geschichte des Mittelalters und Historische Hilfswissenschaften an der Universität Zürich, u. a. bei Rudolf Preimesberger. Nach dem Studienabschluss über Heinrich Max Imhof erarbeitete er von 1991 bis 1993 mit einem Nationalfonds-Stipendium Katalog und Ausstellung über Alexander Trippel für das Schaffhausener Museum zu Allerheiligen. Seither legte er zahlreiche Publikationen im Bereich Skulptur vom 18. bis ins frühe 20. Jahrhundert sowie zur Klassizismustheorie vor.

## Diskographische Hinweise
- Urs Blöchlinger: Neurotica (HatHut Records, 1984)
- Werner Lüdi: Serendipity (Creative Works Records, 1987)
- Day & Taxi All (percaso, 1991)
- Nat Su: Zu Ellington (Jecklin, 1998)
- Binder-Zimmerlin-Ulrich: Out of a Suitcase (MGB, 1998)
- Billiger Bauer: The Silence behind Each Cry (Intakt Records, 2001, mit Omri Ziegele, Peter Landis, Christoph Gantert, Hans Anliker, Gabriela Friedli, Herbert Kramis, Jan Schlegel, Marco Käppeli)
- Friedli-Streiff-Schlegel-Ulrich: Objets Trouvés. Fragile (Intakt, 2005)
- In Transit Shifting Moods (Konnex Records, 2011 mit Jürg Solothurnmann, Michael Jefry Stevens, [[Daniel Studer (Musiker)<Daniel Studer]])

## Lexigraphischer Eintrag
- Bruno Spoerri (Hrsg.):  Biografisches Lexikon des Schweizer Jazz CD-Beilage zu: Bruno Spoerri (Hrsg.): Jazz in der Schweiz. Geschichte und Geschichten. Chronos-Verlag, Zürich 2005, ISBN 3-0340-0739-6.